# Геймплей
Игрово́й проце́сс, или геймпле́й (англ. gameplay) — компонент игры, отвечающий за взаимодействие игры и игрока. Геймплей описывает, как игрок взаимодействует с игровым миром, как игровой мир реагирует на действия игрока и как определяется набор действий, который игра предлагает игроку. Термин чаще употребляется в контексте  компьютерных игр.
Геймплей определённо не относится к таким компонентам игры, как графика и звуковое сопровождение. Он представляет собой паттерн взаимодействия игрока с игрой на основании её правил, определяет связь между игроком и игрой, предлагаемый игровой вызов[страница не указана 1400 дней] и способы его преодоления[страница не указана 1400 дней], сюжет как участие в нём игрока.
Термины игровой процесс и геймплей могут использоваться как синонимы и взаимозаменяться. Мерой качества игрового процесса является играбельность.

## Обзор
Термин возник во время развития компьютерных игр 1980-х годов, когда он употреблялся для определения игрового контекста. В последующем благодаря популярности термина, он начал рассматриваться и для более традиционных игр и игровых форм. В общем случае, геймплей определяет общий игровой опыт, но при этом исключаются такие факторы, как графика и звук. Игровые механики, с другой стороны, представляют собой набор правил игры, которые предназначены для создания приятного игрового опыта. В академических кругах имеется тенденция использовать понятие «игровая механика», так как в отличие от неё, термин геймплей слишком неопределён.

## Неопределённость термина
Многие авторы отмечают, что термин «геймплей» расплывчат и допускает широкое толкование. Но вместе с тем они соглашаются в том, что геймплей является «ядром игры» как центральным понятием, определяющим интерактивное взаимодействие игры и игрока. Также мнения сходятся в том, что геймплей не имеет отношения к сеттингу, сценарию, элементам медиа, способам рендеринга и т. п. Геймплей представляет собой компонент, который делает эту форму творчества уникальной — без него игра перестаёт быть игрой.
Примеры определений от различных авторов:

- Множество интересных решений [игрока] (Сид Мейер).
- Структуры, определяющие взаимодействие игрока с игрой и с другими игроками в игре.
- Один или более связанных между собой игровых вызовов в симулируемом окружении[страница не указана 1400 дней].
- Опыт геймплея представляет собой интерактивный геймдизайн, сопряжённый с когнитивными задачами с множеством эмоций, которые возникают от различных форм мотивации, сложности задачи и соперничества.
- Геймплей — это интерактивный игровой процесс взаимодействия игрока с игрой.

Оригинальный текст (англ.)
- "A series of interesting choices." (Sid Meier)
- "The structures of player interaction with the game system and with other players in the game."
- "One or more causally linked series of challenges in a simulated environment."
- "The experience of gameplay is one of interacting with a game design in the performance of cognitive tasks, with a variety of emotions arising from or associated with different elements of motivation, task performance and completion."
- "Gameplay here is seen as the interactive gaming process of the player with the game."

Ричард Раус на примерах показывает определение термина следующим образом:

в экшн-игре Centipede геймплей — это движение стреляющего корабля игрока в нижней части экрана и неустанная стрельба по атакующим врагам; в SimCity геймплей — это закладывание игроком города и наблюдение за жителями города, которые в нём поселяются и живут; в Doom геймплей —
это быстрый бег в трёхмерном мире и стрельба по крайне враждебным его обитателям, а также сбор различных предметов на пути; в San Francisco Rush геймплей — это управление автомобилем, движущимся по трассе по полосам трека, и при этом игроку необходимо выбирать своё положение для того, чтобы бороться за победу с другими гонщиками; в StarCraft геймплей — это управление маневрирующими юнитами по всей карте, поиск ресурсов и их разработка, постройка новых войск, и далее выдвижение их в бой с подобным себе противником; и в Civilization геймплей — это исследование мира, развитие своего общества, исследование новых технологий, а также взаимодействие с другими жителями мира.